# Football Club Aprilia Racing Club
Pour les articles homonymes, voir Aprilia.
Le Football Club Aprilia Racing Club  est le club de football de la ville d'Aprilia.

## Changements de nom
- 1971-2004 : Associazione Calcio Aprilia
- 2004-2009 : Associazione Calcio Dilettantistica Aprilia
- 2009-2010 : Football Club Rondinelle Latina
- 2010-2014 : Football Club Aprilia
- 2014-2018 : Football Club Aprilia Società Sportiva Dilettantistica
- 2018- : Football Club Aprilia Racing Club

## Anciens joueurs
- Rubén Olivera